# Sandkaj
Sandkaj er en kaj og gade i Århusgadekvarteret i Nordhavnen i København, der ligger langs med Nordbassinet mellem Tromsøgade og Murmanskgade. Den hed oprindeligt Nordkaj men omdøbtes til Sandkaj omkring 1966. Baggrunden for navnet kendes ikke, men det hentyder formentlig til losning og læsning af sand.

## Historie og bebyggelse
Gaden og kajen ligger ligesom resten af Århusgadekvarteret i et område, der indtil 2014 var en del af Københavns Frihavn med begrænset adgang for offentligheden.
I forbindelse med områdets ophør som frihavn var det imidlertid blevet besluttet at omdanne det til en ny bydel med boliger og erhverv, hvilket blandt andet medførte anlæg af flere nye gader. Københavns Kommunes Vejnavnenævnet ønskede at følge traditionen med at give gadenavne efter et bestemt tema, i dette tilfælde internationale havnebyer, og det både for de nye gader og en række af de eksisterende. Forslaget medførte en del protester fra folk, der ønskede at bevare de eksisterende navne, hvilket nævnet delvist imødekom, så blandt andet Sandkaj beholdt sit navn.
På landsiden mellem Sandkaj og den parallelle Trelleborggade lå der endnu i 2012 to store pakhuse, der var blevet opført i 1913 og 1915 for Københavns Frihavns Selskab A/S, men de blev efterfølgende fjernet. Kun dobbeltsiloerne der var blevet opført af Aalborg Portland i 1979 til opbevaring af cement stod for en stund alene tilbage som et minde om tidligere tider. De blev imidlertid ombygget til to 59 meter høje kontorhuse af Ejendomsselskabet Portland Towers efter tegninger af Design Group Architects i 2013-2014. Rent praktisk blev de nye Portland Towers på den ligeledes nye Göteborg Plads til ved, at kontorerne blev sat udenpå de øvre dele af siloerne. Derved får medarbejderne en god udsigt over kvarteret og København i øvrigt.
Langs den vestlige del af Sandkaj blev der opført fem nye boligblokke og karreer i 2014-2016. Regnet fra vest er den første en boligblok opført af NREP efter tegninger af E+N Arkitektur, der har været inspireret af siloanlægget De fem søstre på Aarhus Havn. Ved siden af har Stubkjær Invest opført en karre efter tegninger af Mangor & Nagel Arkitektfirma. Den næste er karreen Havnekanten, der er opført af Terra Nova boligkarreen Havnekanten efter tegninger af Vilhelm Lauritzen Arkitekter. Karreen er inspireret af kvarterets byggestil og karakteriseres af flere farver mursten og spring i etagehøjden. Derefter følger karreen Kajplads 109 med 91 lejligheder, der er opført af KFA efter tegninger af Ernst + Kindt-Larsen Arkitekter. Den byder på gårdmiljø med legeplads samt en fælles tagterrasse. Til sidst kommer karreen Provianthuset til bolig og erhverv, der opførtes af PenSam efter tegninger af Henning Larsen Architects i 2015-2016.
Helt mod øst ved Murmanskgade ligger karreen Harbour Park, der er opført af AP Pension og KPC efter tegninger af Danielsen Architecture i 2014-2015. Karreen er opført i teglsten med brune og røde nuancer og med fælles have i gårdrummet. Som navnene på denne karre, Havnekanten og Kajplads 109 antyder ligger de nye byggerier ud mod Sandkaj og Nordbassinet med udsigt til Marmormolen.
I efteråret 2015 blev det besluttet at anlægge en brygge langs med kajkanten ved Nordbassinet. Sandkaj Brygge som den kaldes stod færdig i 2017, er udført i træ og er 400 m lang og mellem 5 og 12 m bred. Ideen med bryggen er at den skal fungere som et åbent byrum med rekreative faciliteter, og så alle kan få direkte adgang til vandet, der netop er et af Århusgadekvarteret kendetræk. Desuden er der etableret en flydende facilitet for udlejning af kajakker udfor bryggen, hvorfra folk for eksempel kan sejle til Svanemøllehavnen og Kalkbrænderihavnen. Derudover er der etableret en badezone udfor Göteborg Plads, dog uden livredder.